# Athemellus naokii
Athemellus naokii es una especie de coleóptero de la familia Cantharidae.

## Distribución geográfica
Habita en Okinawa (Japón).